# Alte Große Synagoge (Brest)
Die Alte Große Synagoge in Brest, einer belarussischen Stadt in der Breszkaja Woblasz, war die größte und prächtigste Synagoge im Großfürstentum Litauen.

## Geschichte
Die Synagoge wurde 1568 erbaut. Im Jahre 1832 musste sie abgerissen werden, da die Behörden des Russischen Kaiserreichs hier eine Festung errichteten. Die jüdische Gemeinde wurde finanziell entschädigt und baute die Choral-Synagoge.

## Architektur
Darstellungen des Gebäudes sind lediglich auf einem Stadtplan von 1824, auf dem eine große rechteckige Struktur zu erkennen ist, und einem Kupferstich von Erik Dahlberg aus der Mitte des 16. Jahrhunderts erhalten. Darauf sind eine Karte und das Stadtpanorama zu sehen.
Demnach war die Synagoge ein großer quadratischer Bau mit Innenmaßen von circa 16 m × 16 m. Diese Größe lässt stark vermuten, dass das Gewölbe abgestützt sein musste und es sich entweder um eine der ersten Synagogen mit Stützbima oder eine der ersten Neun-Felder-Synagogen (bei der die Bima zwischen vier großen Pfeilern stand) handelte.
Ursprünglich bestand das Gebäude nur aus diesem einen Hauptraum, der von einer Attika gekrönt war. Um die Wende vom 16. zum 17. Jahrhundert wurden an drei Seiten Anbauten angefügt, in denen sich auch die Gebetsräume der Frauen befanden.